# Сариші
Сариші́ (каз. Сарыши) — село у складі Шетського району Карагандинської області Казахстану. Входить до складу Агадирської селищної адміністрації.
Населення — 82 особи (2021; 471 у 2009, 595 у 1999, 1018 у 1989).
Національний склад станом на 1989 рік:
- казахи — 100 %.

У радянські часи село називалось також Сариши.